# Dictamen
Un dictamen de la Unió Europea és una norma jurídica del dret comunitari europeu de caràcter no vinculant respecte als estats o a la ciutadania de la Unió Europea. Es diferencien de les recomanacions que solen suggerir als destinataris un comportament determinat, i els dictàmens que solen servir per avaluar situacions existents o fets concrets. No tenen efecte jurídic directe, sinó més aviat polític i moral. De totes maneres, poden tenir efecte jurídic indirecte quan estableixin condicions per a posteriors actes jurídics vinculants.